# الجامع العباسي (كتاب)
الجامع العباسي (بالفارسية: جامع عباسى) هي موسوعة فارسية من القرن السابع عشر في الفقه الإسلامي الشيعي، ألفها بهاء الدين العاملي بأمر من الحاكم الصفوي الشاه عباس الأول.
في عهد الشاه إسماعيل الأول والشاه طهماسب الأول، كان هناك اهتمام ضئيل بمجموعات التقاليد الشيعية، باستثناء كتابات حسين بن عبد الصمد. كان هناك دفع أكبر لتوسيع والحفاظ على التقاليد الشيعية في عهد الشاه عباس الأول. وكان التقليد الشيعي موضوع كتابات لمؤلفين مثل بهاء الدين العاملي، والمير داماد، والسيد أحمد العلوي. وكانت الموسوعة القانونية الأكثر استعمالاً هي الجامع العباسي. وقد تناولت مواضيع مثل العادات الإسلامية، وتاريخ الميلاد والوفاة الصحيح للأئمة، والتبرعات المالية، والبيوع، والزواج، والطلاق، والنذور، والتكفير، والقانون الجنائي. أمر عباس الأول بإلقاء الجامع العباسي "بلغة واضحة ومفهومة حتى يستفيد منه جميع الناس، المتعلمون والعلمانيون"، في محاولة متعمدة لتقديم مثال للإسلام الشيعي الفارسي للإيرانيين.
كانت الأعمال التي كلف عباس الأول بإعدادها موجهة لجمهور عريض، على النقيض من النصوص المتخصصة التي كتبها العلماء المسلمون. لقد كان كتاب جامع العباسي نقطة تحول في انتشار الأدبيات القانونية الشيعية من خلال تعزيز التوحيد في جميع أنحاء المملكة.